# Gustave Courbet
Jean Désiré Gustave Courbet (10 tháng 6 năm 1819 – 31 tháng 12 năm 1877) là một họa sĩ người Pháp nổi tiếng, một nhân vật tiên phong của chủ nghĩa hiện thực. Gustave Courbet sinh ra ở Ornans, miền nam nước Pháp. Ông đến Paris lập nghiệp với một quan điểm thẩm mỹ mới. Với Courbet "Hội họa cơ bản là một nghệ thuật cụ thể và hội họa phải dùng để thể hiện những vật có thật và hiện đang tồn tại". Gustave Courbet trở thành một gương mặt quan trọng của nghệ thuật thế kỷ 19 và các tác phẩm của ông mang đầy tính tư liệu ghi lại xã hội.